# Petrus der Iberer

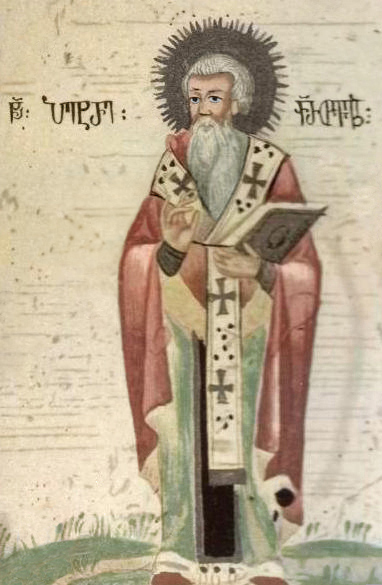
Georgische Ikone Petrus des Iberers

Petrus der Iberer (georgisch პეტრე იბერი; * 411 in Georgien; † 491 in Palästina), ursprünglich Nabarnugi(os) georgisch ნაბარნუგი, war ein georgischer Prinz, später Mönch und Bischof von Gaza-Maiuma.
Nabarnugios war ein Sohn des Königs Bosmarios von Kartli in Ostgeorgien (Iberien). Als Zwölfjähriger wurde er als Geisel an den Hof des römischen Kaisers Theodosius II. in Konstantinopel gebracht, um sicherzustellen, dass Georgien sich nicht mit dem Perserreich verbündete. Er gehörte zum Gefolge der Kaiserin Aelia Eudocia, die ihm eine gute Erziehung zukommen ließ. Mit Hilfe des Eunuchen Johannes floh er um 437 vom Kaiserhof; die beiden gelangten, als Sklaven verkleidet, nach Jerusalem. Melania die Jüngere nahm Nabarnugios und Johannes in das von ihr gestiftete Männerkloster auf dem Ölberg auf. Vom Abt Gerontios erhielt der Prinz den Klosternamen Petrus. Am Davidsturm richtete er ein georgisches Kloster mit Xenodochion ein. Als Kaiserin Eudocia nach Jerusalem kam und Petrus öfter zu sprechen wünschte, stand dieser vor der Frage, ob er wieder zum Leben eines Höflings zurückkehren wollte. Er hielt es für besser, Jerusalem ganz zu verlassen, und schloss sich einer Mönchsgemeinschaft in Gaza-Maiuma an.
Auf dem Konzil von Chalcedon trat er 451 als Wortführer der Miaphysiten hervor, deren Lehre vom Konzil verurteilt wurde.
452 drängte die Bevölkerung von Gaza-Maiuma den Jerusalemer Patriarchen Theodosius, Petrus zum Bischof zu weihen, was dann auch geschah. Schon sieben Jahre zuvor war Petrus angeblich in ähnlich unfreiwilliger Weise zum Priester geweiht worden. Anfang 453 war er das ungeliebte Bischofsamt durch den Ausbruch einer Revolte auch schon wieder los. Er führte daraufhin ein unstetes Wanderleben als Flüchtling, hielt sich in Oxyrhynchos am Nil versteckt und entfaltete von dort aus eine rege Wirksamkeit. 475 kehrte er auf Wunsch der antichalcedonensisch gesinnten Bevölkerung nach Palästina zurück und richtete ein Kloster in der Nähe von Askalon ein.
Die entschiedene theologische Positionierung Petrus des Iberers hatte auch Rückwirkungen auf dessen Geburtsland. Unter König Vakhtang I. entstand ein selbständiges georgisches Katholikosat, für das Petrus durch seine Kontakte mit dem Patriarchen von Antiochia, Petrus Fullo, eine antichalcedonensische Hierarchie vermittelte.